# Авиационный электропривод
Поскольку на современных летательных аппаратах имеется большое количество разнообразных исполнительных механизмов и агрегатов, то в качестве источников механической энергии применяются гидравлические, пневматические и электрические приводы. Наиболее универсальным из них считается электрический привод благодаря высокой надёжности, простоте в эксплуатации и возможности автоматизации. По виду преобразования энергии различают электродвигательный привод и электромагнитный.
Электродвигательный привод широко применяется во всех видах оборудования ЛА (взлётно-посадочная механизация, топливные и гидравлические насосы, агрегаты запуска и управления авиадвигателей, агрегаты в системе управления полётом, различные створки, панели и заслонки, вентиляторы и нагнетатели, и многое другое). Электромагнитный привод применяется при малых усилиях и небольших перемещениях — гидравлические, пневматические и топливные краны, замки, а также в коммутирующих устройствах бортовой сети — контакторах и реле.

## Электродвигательный привод

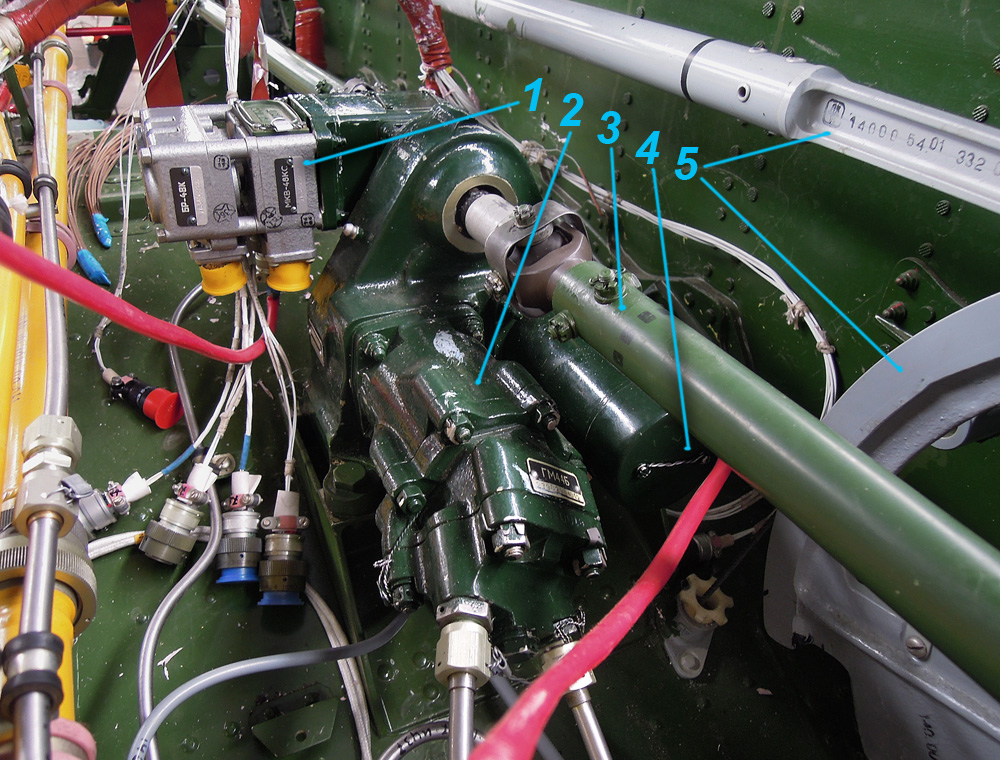
Комбинированный привод механизации (закрылков) Ан-140 с гидромотором и электромотором постоянного тока Д-90-140 (поз. 4) мощностью 140 Вт

В таком приводе наиболее широко применяют электродвигатели постоянного тока с напряжением питания 27 вольт. Применяются двигатели, как правило, с обмотками независимого, параллельного, последовательного или смешанного возбуждения, редко — с возбуждением от постоянных магнитов. Мощность применяемых электродвигателей может быть от единиц ватта до нескольких киловатт. Маломощные двигатели серии Д (Д-5В мощностью 5 Вт, Д-10АРУ мощностью 10 Вт, 17-ваттный Д-12ТФ) применяются в составе электромеханизмов для привода заслонок большого потока (сжатого воздуха для запуска двигателей и СКВ, топлива), где из-за длинного хода заслонки невозможно применить электромагнит.

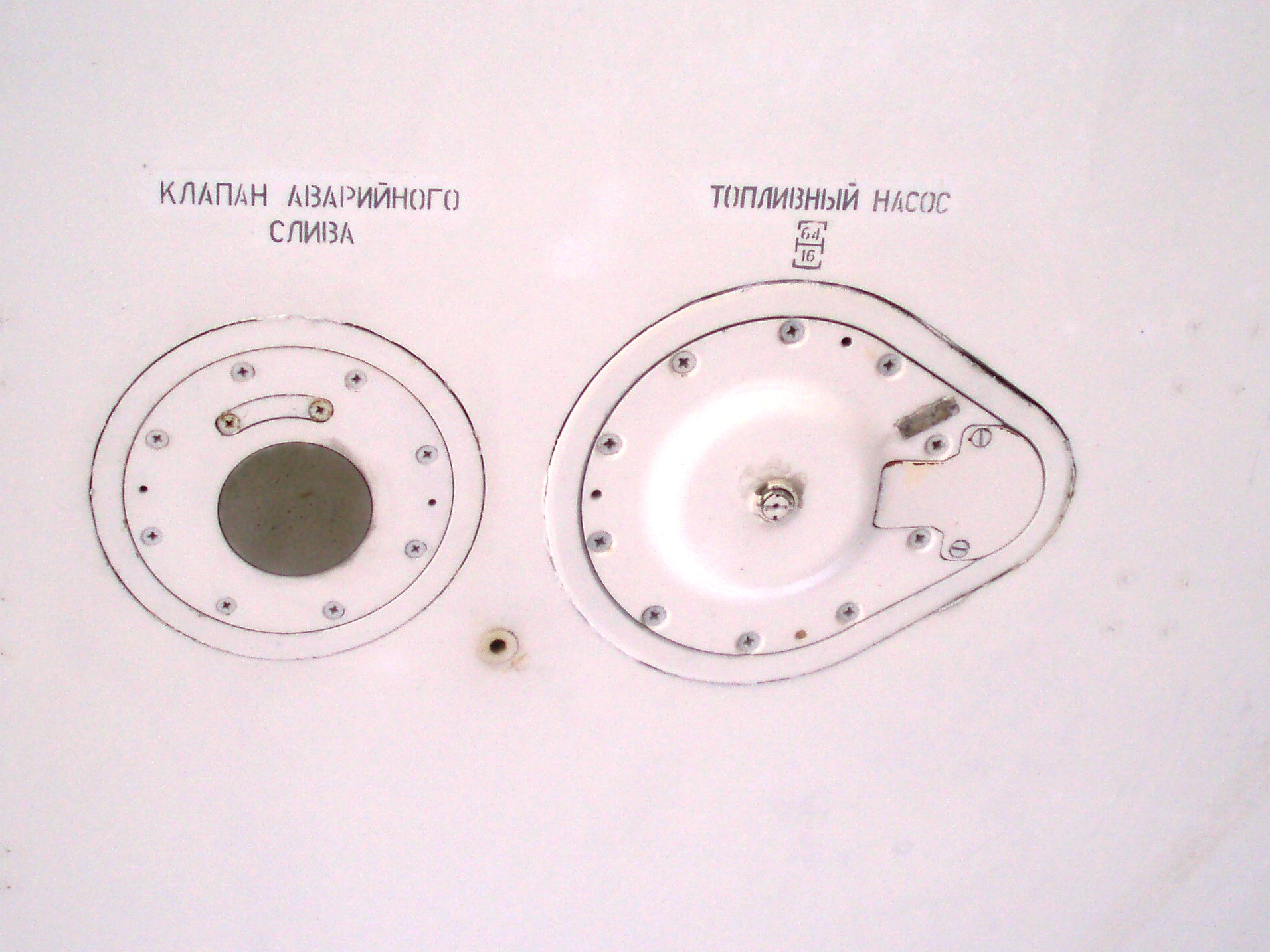
Топливный электрический насос в крыле самолёта (на фото видна только крышка насоса)

Мощные электродвигатели постоянного тока применены, например, в приводе закрылков Ил-18, Ту-134, Ту-95 и приводе основных опор шасси Ту-95. Мощные электромеханизмы МПШ, МПЗ, МУС (механизм привода шасси, закрылков, установки стабилизатора) — двухмоторные, каждый двигатель соединён с общим редуктором через муфту сцепления-торможения (МСТ), подключающую к редуктору только работающий двигатель — чтобы при отказе одного двигателя он не вращался вхолостую от работающего, отбирая энергию у приводимого механизма. Мощность одного двигателя механизма МПШ-18МТ — 2600 ватт, причём запускается двигатель по довольно сложной схеме. Вначале обычным контактором включается обмотка параллельного возбуждения двигателя. Последовательно с ней включена обмотка специального контактора КВШ-400 (контактор выпуска шасси), которая намотана проводом большого сечения и почти не оказывает сопротивления току. КВШ-400 включает обмотку последовательного возбуждения и якорь двигателя, пуская его в ход. Такая схема предохраняет двигатель от разноса — его пуск при обрыве цепи параллельного возбуждения исключается. После пуска двигателя (при наличии напряжения на его зажимах) реле РМШ-2Г включает электромагнитную муфту, подключающую двигатель к редуктору.

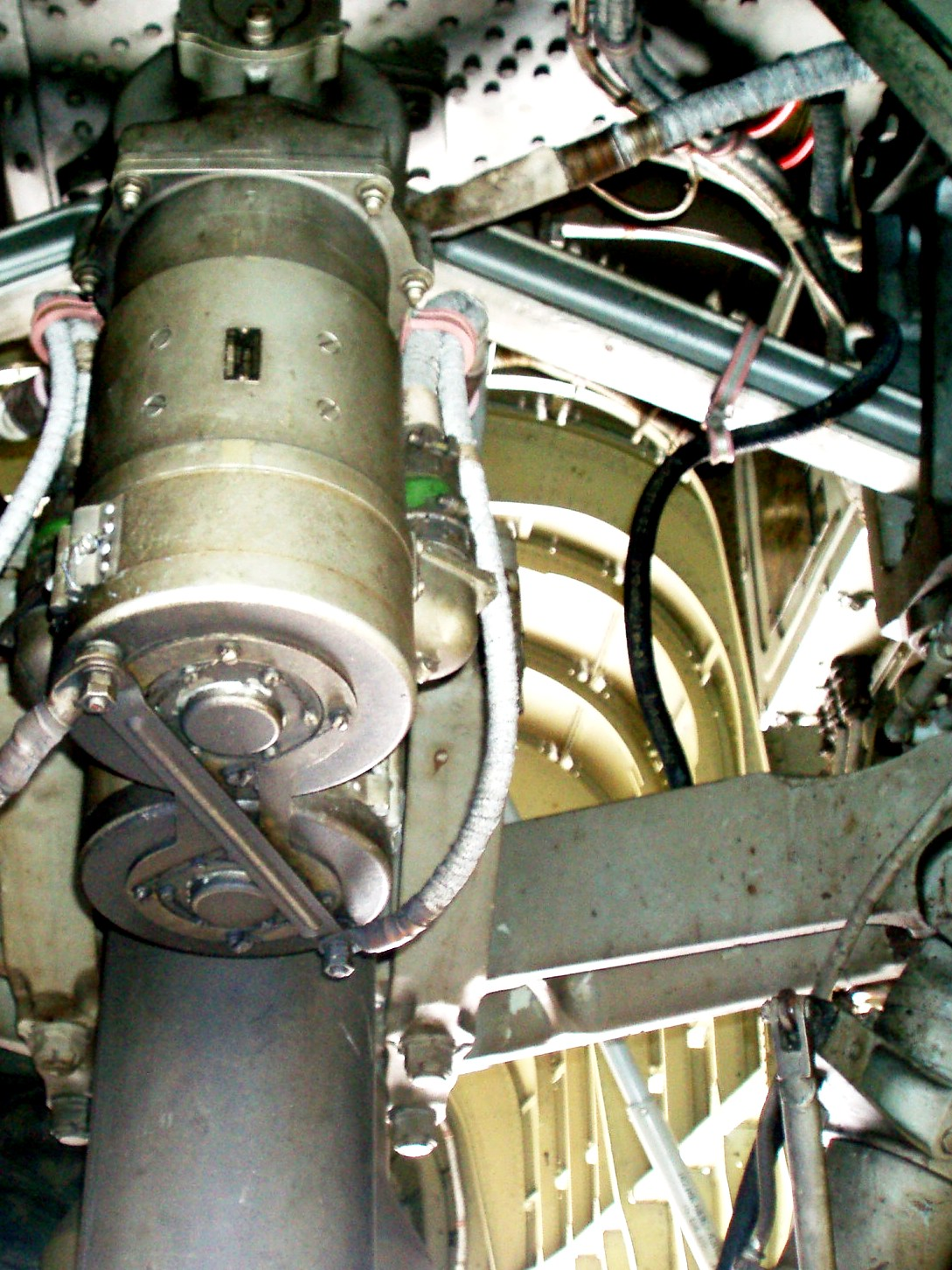
Двухканальный электромеханизм подъёмника шасси МПШ-18МТ

Двигатели переменного тока используются в насосах, приводах механизации, в приводе гироскопов и различных автоматических системах, в приборном оборудовании ЛА. Наибольшее распространение в силовом электроприводе получили трёхфазные асинхронные двигатели с короткозамкнутым ротором, в приборном —  двухфазные индукционные двигатели с полым ротором. Частота 400 Гц бортовой сети ЛА позволяет получить требуемые обороты роторов гироскопов — около 24 тысяч об/мин.
Для преобразования вращательного движения применяют различные винтовые передачи, понижающие редукторы, муфты. Все авиационные электродвигатели характеризуются большими частотами вращения (до десятков тысяч об/мин) с целью снижения массы.

## Электромагнитный привод
Обычно применяют электромагниты с поступательным, реже вращательным движением. В простейшем случае, при подаче питания якорь (и шток) притягивается к сердечнику, а при отключении — возвращается пружиной в исходное положение. Применяются и более сложные агрегаты, к примеру, двухходовые краны, которые могут быть как с самовозвратом в нейтраль (например, кран КЭ-47 управления шасси некоторых отечественных самолётов), так и без нейтрали, то есть оставаться в заданном положении до прихода нового сигнала (ГА-165, применённый, например, на Ан-74 и Ту-154 для подключения бустеров к гидросистемам и имеющий в своём составе концевые выключатели, отключающие электромагниты после срабатывания). Достоинством электромагнитного привода является простота конструкции, малый вес и габариты, большая скорость срабатывания.

## Особенности авиационного электропривода

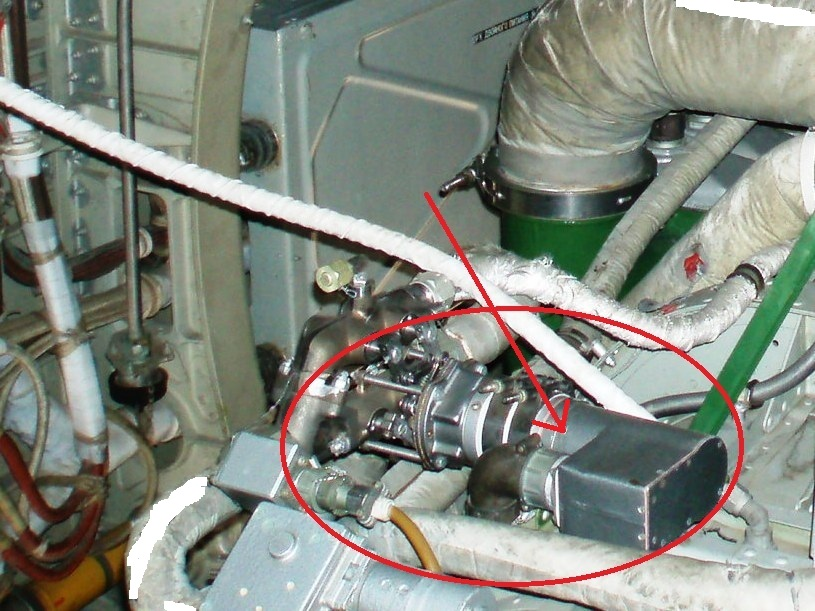
Механизм перемещения МПК-13 в составе привода заслонки СКВ

Ответственные электроприводные агрегаты могут иметь по два мотора, работающие на общую нагрузку через суммирующую дифференциальную передачу. Каждый из моторов подключается к редуктору электромагнитной муфтой сцепления-торможения. Для предотвращения поломки редуктора при достижении механического упора электромоторы соединяются с редуктором через саморегулирующиеся фрикционные муфты. Перемещение вала или штока электромеханизма ограничивается концевыми выключателями или датчиками обратной связи.
Например, электромеханизм МУС-3ПТВ, использующийся для привода стабилизатора самолётов Ил-62, Ил-76, Ту-154, состоит из двух трёхфазных асинхронных двигателей АДС-1000 (номинальное напряжение 115 В, частота 400 Гц, мощность 1 кВт) со встроенными электромагнитными (номинальное напряжение 27 В) муфтами сцепления-торможения, суммирующего дифференциального редуктора и концевых выключателей. Питаются двигатели через коробки защиты двигателей (КЗД), которые включают муфту только при приходе на двигатель всех трёх фаз и обеспечивают задержку её включения 0,5 с, чтобы двигатель нагружался, уже набрав обороты на холостом ходу и миновав зону опрокидывания характеристики.
Для управления электроприводными агрегатами часто применяют различные коммутаторы, регуляторы тока, преобразователи электроэнергии. Многие электроприводные агрегаты являются исполнительными агрегатами различных автоматических систем.